# Zinowiewia madsenii
Zinowiewia madsenii är en benvedsväxtart som beskrevs av C. Ulloa Ulloa, P.M. Jørgensen. Zinowiewia madsenii ingår i släktet Zinowiewia och familjen Celastraceae. Inga underarter finns listade.